# サッカーリベリア女子代表
サッカーリベリア女子代表（サッカーリベリアじょしだいひょう）は、リベリアサッカー協会(英語: Liberia Football Association, 略称：LFA)によって編成されるリベリアの女子サッカーナショナルチームである。アフリカサッカー連盟(CAF)に所属している。2007年に代表チームが結成された。アフリカの女子サッカー選手権であるアフリカ女子選手権には予選を含めまだ出場したことがない。
女子ワールドカップ、オリンピックともに出場はない。

## ワールドカップの成績
- 1991 - 不参加
- 1995 - 不参加
- 1999 - 不参加
- 2003 - 不参加
- 2007 - 不参加
- 2011 - 不参加

## オリンピックの成績
- 1996 - 不参加
- 2000 - 不参加
- 2004 - 不参加
- 2008 - 予選敗退
- 2012 - 不参加

## アフリカ女子選手権の成績
- 1991 - 不参加
- 1995 - 不参加
- 1998 - 不参加
- 2000 - 不参加
- 2002 - 不参加
- 2004 - 不参加
- 2006 - 不参加
- 2008 - 不参加
- 2010 - 不参加
- 2012 - 不参加

## FIFAランキング
- 初登場 - 141位(2007年3月)
- 最高順位 - 92位(2009年12月)
- 最低順位 - 144位(2007年12月)